# 川浪ナミヲ
川浪ナミヲ（かわなみ なみを、1972年10月10日 - ）は、日本の俳優、劇作家、演出家。劇団赤鬼所属。タレント事務所「ルート」所属。

## 人物
1995年、神戸の劇団「劇団赤鬼」の旗揚げに役者として参加。以降ほぼ全ての作品に出演。近年では脚本、演出も務めるようになる。自劇団以外の出演・演出・脚本提供。テレビ・ラジオドラマの脚本執筆等幅広く活躍を見せる。テレビ脚本を高見健次と共作する際に「タカミKナミヲ」のペンネームを使用することもある。

## 出演

### 舞台
- 1995年以降のほぼ全ての劇団赤鬼作品に出演。
- 2006年 - 宮川大助・花子結婚30周年記念特別公演「花より大好き☆夢絵巻!」戦後篇（名鉄劇場）
- 2007年 - 「大相撲 女将さん奮闘記」（新歌舞伎座）出演：神野美伽、赤井英和
- 2008年 - スクエア「誉め兄弟」 (HEP HALL)
- 2010年 -ABCホールプロデュース公演「決戦!!ひなた荘」（ABCホール）
- 2011年 - 劇団赤鬼「コズミック・ラテ」（ABCホール）
- 2011年 - 劇団赤鬼「リトル・ウェンズデイ」（ABCホール）
- 2012年 - 劇団赤鬼「PAPER TLAILER」（ABCホール）

### テレビ
- サムライプロジェクト「ソードブル」（関西テレビ）
- 木曜時代劇 「鞍馬天狗」  (NHK)
- 花影忍法帳コミ☆トレ（NHK教育）
- 土曜ドラマ「ジャッジII」 (NHK)
- 連続テレビ小説「ウェルかめ」 (NHK)
- 土曜ドラマスペシャル「とんび」 (NHK)
- 木曜劇場東野圭吾ミステリーズ「エンドレスナイト」（フジテレビ） 
他

### ラジオ
- 川浪ナミヲの情報アサイチ! - パーソナリティ（ラジオ関西、2016年4月-）

### 映画
- 元祖法然上人800年大遠忌記念教化映画「そしてこれから」

### CM・VP
- 大阪ガス
- 関電エネルギーソリューション

### 脚本・演出等
- 2006年以降の劇団赤鬼作品のほぼ全ての作品の脚本・演出。
- うめだ花月 芝居もん。「スリー」主演：10$&野性爆弾（脚本・演出）
- うめだ花月 芝居もん。「ハムスター」主演：ランディーズ（脚本・演出）
- 読売テレビ深夜携帯連動型推理ドラマ「あいまいな殺人」（企画・演出協力）
- うめだ花月 芝居もん。「伝説の太鼓師」主演：ティーアップ（脚本・演出）
- RUN&GUN 裸のLIVEツアー（演出）
- うめだ花月 芝居もん。「リョーマクレイジー」主演：ライセンス（脚本・演出）
- うめだ花月 芝居もん。「ラットマンフォーエバー」主演：後藤秀樹（脚本・演出）
- 宮川大助主演「RYOKAN」（作・演出）
- 宮川大助花子「結婚30周年記念公演」（構成・演出）

Fリーグ デウソン神戸 （総合演出）
- 大阪人情喜劇の会「リフォーム」（演出協力）
- 大阪市民野外ミュージカル「ダンスオペラ・ハイスクールレボリューション」（演出）
- FM COCOLO、日本赤十字共催「あなたの勇気が人命を救う」（構成・演出）
- NHK・FMシアター「90日の過ごし方」（脚本）
- DRAMATIC-J「8月10日僕らは花火をあげる」（関西テレビ・脚本）
- ゴルフショートストーリー「DEAR GROOM」（Kiss-FM・ラジオドラマ脚本）
- 松竹座 関西ジャニーズJr.「2008夏」コント作品（脚本・演出）
- 松竹座 関西ジャニーズJr. 夏特別公演「Tough Weeds 光の射すほうへ（原案：横山裕）」（脚本・演出）
- DRAMADA-J 「そこにいるボギー」（関西テレビ・ドラマ脚本）
- 京橋花月よる芝居「フェイク・ハート」（脚本・演出）
- NHK・FMシアター「島の密航先生」（ラジオドラマ脚本）
- 青春ドラマスペシャル「サムライ転校生〜我ガ道ハ武士道ナリ」主演：中山優馬（関西テレビ・ドラマ脚本）
- 誰も知らないJ学園 #3「連獅子の舞」#7「パラレルスケッチ」#8「彼女を待ちながら...」（関西テレビ・ドラマ脚本）
- ABCホールプロデュース公演「決戦!!ひなた荘」〜Busters VS Ghost〜（脚本・演出）
- 京橋花月6月よる芝居　宮川大助・花子ファミリー劇場「天使の町〜東大阪〜」（脚本・演出）
- 篠山市民ミュージカル「篠山城ビッグトリップ」（脚本・演出）
- 関西ジャニーズJr. 松竹座夏8月特別公演 『少年たち〜格子無き牢獄〜』（脚本・演出）
- TEAM54プロデュース（前田耕陽プロデュース公演）「待ち時間」（演出）
- 他